# 10319 Toshiharu
10319 Toshiharu este un asteroid din centura principală de asteroizi.

## Descriere
10319 Toshiharu este un asteroid din centura principală de asteroizi. A fost descoperit pe 11 octombrie 1990 la Kitami de Atsushi Takahashi și Kazuro Watanabe. Asteroidul prezintă o orbită caracterizată de o semiaxă mare de 2,28 ua, o excentricitate de 0,14 și o înclinație de 7,8° în raport cu ecliptica.